# 波罗斯贝·格雷奇
波羅斯貝·格雷奇（1925年12月24日—2019年12月30日）是馬爾他籍天主教執事級樞機及奧斯定會修士。

## 生平
格雷奇於1925年12月24日在馬爾他東部古城比爾古出生。他於1950年3月25日晉鐸。他於1951年從瑞士弗里堡獲得教育心理學文憑。1953年，他從羅馬宗座額我略大學神學博士學位畢業，並於1954年在羅馬宗座聖經學院獲得聖經碩士學位。
他於2012年2月8日晉牧，並獲教宗本篤十六世任命為聖萊昂內領銜總教區領銜總主教。本篤十六世於2012年2月18日將格雷奇冊封為執事級樞機，領聖瑪利亞·葛萊蒂執事區執事銜。
他於2019年12月30日在意大利羅馬薩西亞聖神醫院逝世，終年94歲。樞機團副團長若翰·雷於翌日上午在聖伯多祿大殿主持他的葬禮，教宗方濟各亦有現身。